# دولت‌خان اپازیلا
دولت‌خان اپازیلا (به لاتین: Daulatkhan Upazila) یک منطقهٔ مسکونی در بنگلادش است که در ناحیه بهولا واقع شده‌است. دولت‌خان اپازیلا ۳۱۶٫۹۹ کیلومتر مربع مساحت و ۱۵۳٬۴۵۸ نفر جمعیت دارد.